# Blahodatne (Henitschesk)
Blahodatne (ukrainisch Благодатне; russisch Благодатное Blagodatnoje) ist ein Dorf im Steppengebiet des Ostens der ukrainischen Oblast Cherson mit etwa 680 Einwohnern.
Die Ortschaft mit einer Fläche von 81.535 km² gehört liegt auf einer Höhe von 36 m, 19 km südwestlich vom Gemeinde- und Rajonzentrum Iwaniwka und etwa 160 km östlich vom Oblastzentrum Cherson.
In dem 1890 (eine andere Quelle nennt das Jahr 1874) gegründeten Dorf gab 1925 eine Anzahl von 190 Haushalten mit insgesamt 989 Einwohnern. Das zu Beginn des Deutsch-Sowjetischen Krieges von Truppen der Wehrmacht besetzte Dorf wurde am 29. Oktober 1943 durch Truppen der 51. Armee der 4. ukrainischen Front befreit. Bei der Volkszählung von 2001 hatte das Dorf 907 Einwohner (2001).
Am 6. Juli 2017 wurde das Dorf ein Teil der neugegründeten Siedlungsgemeinde Iwaniwka, bis dahin bildete es zusammen mit dem Dorf Tymofijiwka (Тимофіївка) die gleichnamige Landratsgemeinde Blahodatne (Благодатненська сільська рада/Blahodatnenska silska rada) im Süden des Rajons Iwaniwka.
Seit dem 17. Juli 2020 ist der Ort ein Teil des Rajons Henitschesk.